# Armorique appalachienne

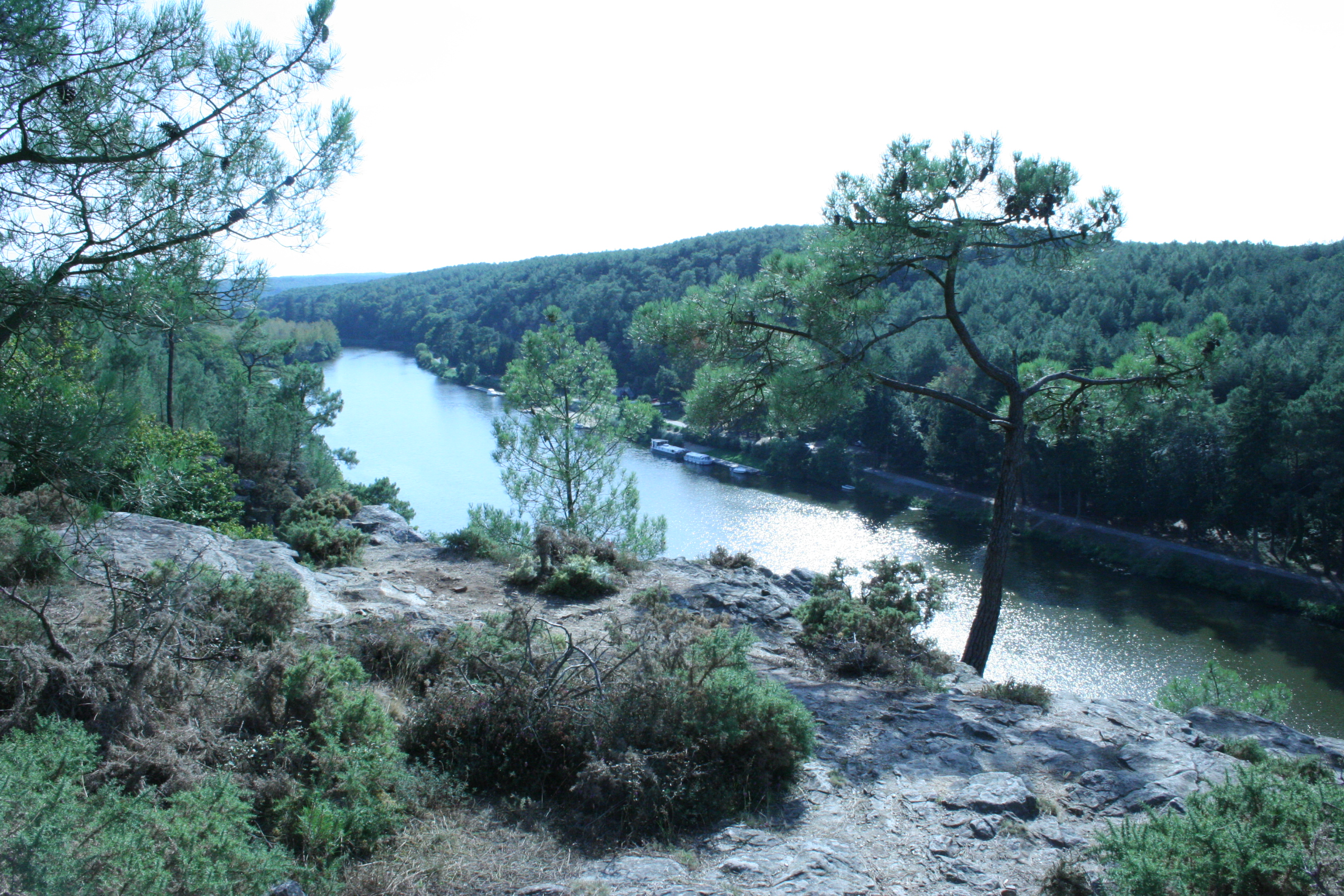
Le site de l'Île-aux-Pies dans le Morbihan sur le cours de l'Oust.

L'Armorique appalachienne désigne les différents espaces du Massif armoricain qui offrent des exemples de relief appalachien.
Ces espaces se caractérisent essentiellement par des alignements de crêtes constituées de roches dures séparées par des sillons creusés dans les roches tendres. Les cours d'eau, installés dans ces sillons, adoptent parfois un tracé en baïonnette lorsqu'ils franchissent les barres rocheuses par des gorges semblables aux cluses. Ce relief procède d'une reprise d'érosion dans une région précédemment aplanie et de structure plissée, l'aplanissement originel explique l'altitude presque identique des lignes de crêtes.
Les plus beaux types appalachiens peuvent s'observer dans le Bocage normand, dans les Coëvrons, au sud du bassin de Rennes (Le Boël) et dans le Morbihan avec les Landes de Lanvaux et le site de l'Île-aux-Pies sur le cours de l'Oust.

## Sources
- Article de Lucien Le Cam in Guide des merveilles naturelles de la France, Sélection du Reader's Digest, 1973, p. 58.
- Max Derruau, Les formes du relief terrestre, Masson, 1979 p. 64-65.
- Bulletin de la société géologique et minéralogique de Bretagne, série D, n° 3, 2006.